# Filmographie de Tom Kenny
Pour un article plus général, voir Tom Kenny.

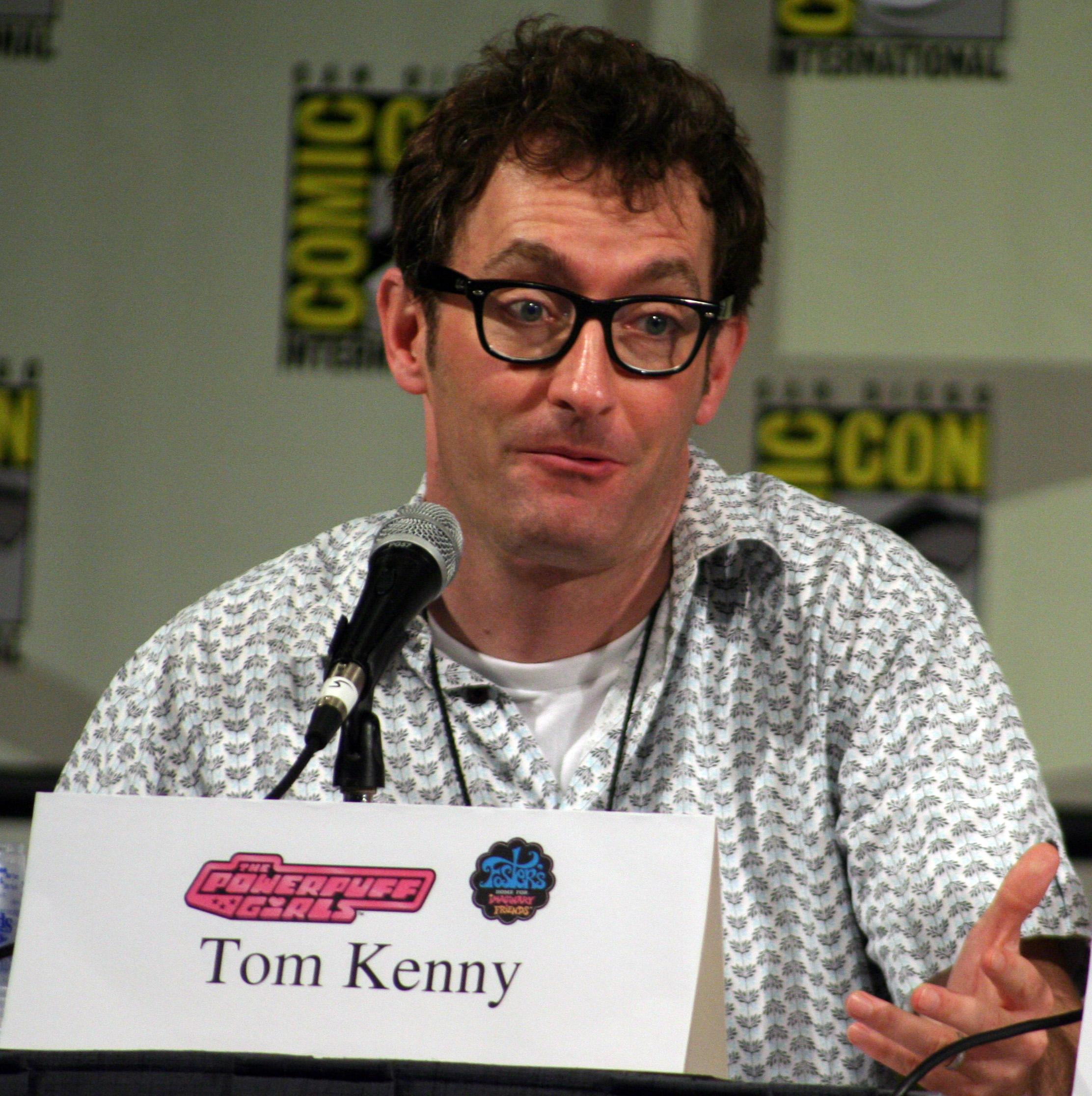
Tom Kenny au Comic Con 2008.

Voici la filmographie complète de Tom Kenny.
Sauf mention contraire ou complémentaire, la filmographie est issue du site Internet Movie Database.
| Année | Titre                                                                             | Rôles                                                                                      | Notes                                           |
| ----- | --------------------------------------------------------------------------------- | ------------------------------------------------------------------------------------------ | ----------------------------------------------- |
| 1989  | How I Got Into College                                                            | "B"                                                                                        | Film                                            |
| 1990  | Kashi no ki Mokku                                                                 | Pinocchio                                                                                  | Série animée                                    |
| 1991  | Shakes the Clown                                                                  | Binky the Clown                                                                            | Film                                            |
| 1992  | Medusa: Dare to Be Truthful                                                       | Bobo Kaufman                                                                               | Faux documentaire                               |
| 1992  | Porco Rosso                                                                       | Voix additionnelles                                                                        | Film d'animation                                |
| 1992  | The Edge (1992-1993)                                                              | Personnages variés                                                                         | Scène comique                                   |
| 1993  | Bêtes comme chien                                                                 | Kenny Boy 1                                                                                | Série animée                                    |
| 1993  | Rocko's Modern Life (1993-1996)                                                   | Heffer Wolfe Bloaty the Tick Voix additionnelles                                           | Série animée                                    |
| 1994  | Plughead Rewired: Circuitry Man II                                                | Guru                                                                                       | Film                                            |
| 1994  | Attack of the 5 Ft. 2 Women                                                       | Détective                                                                                  | Showtime                                        |
| 1995  | Dumb & Dumber                                                                     | Weenie                                                                                     | Série animée                                    |
| 1995  | Shnookums and Meat Funny Cartoon Show                                             | New Jersey Bug                                                                             | Série animée                                    |
| 1995  | Dead Weekend                                                                      | Joe Blow                                                                                   | Téléfilm                                        |
| 1995  | Out There                                                                         | Man in Lobby                                                                               | Téléfilm                                        |
| 1995  | Mr. Show with Bob and David (1995-1998)                                           | Personnages variés                                                                         | Scène comique                                   |
| 1996  | Mr. Show with Bob and David: Fantastic Newness                                    | Carlin McCree                                                                              | Scène comique                                   |
| 1996  | Couleur Pacifique                                                                 | Debate Moderator                                                                           | Série télévisée                                 |
| 1996  | Nickelodeon 3D Movie Maker                                                        | Heffer Wolfe                                                                               | Jeu vidéo                                       |
| 1996  | Salut les frangins (1996-1997)                                                    | Doug Lucien                                                                                | Série télévisée                                 |
| 1996  | Le Laboratoire de Dexter                                                          | Val Halen                                                                                  | Série animée                                    |
| 1997  | Tamagotchi Video Adventures                                                       |                                                                                            | Vidéo                                           |
| 1997  | The Online Adventures of Ozzie the Elf                                            |                                                                                            | TV                                              |
| 1997  | Voilà ! (1997-1999)                                                               | Persky                                                                                     | Série télévisée                                 |
| 1997  | Monsieur Belette (1997-1999)                                                      | Voix supplémentaires                                                                       | Série animée                                    |
| 1998  | Mr. Show and the Incredible, Fantastical News Report                              | Personnages variés                                                                         | Scène comique                                   |
| 1998  | Les Supers Nanas (1998-2005)                                                      | Le narrateur Le Maire Voix additionnelles                                                  | Série animée                                    |
| 1998  | Michat-Michien (1998-2005) Chien (Dog en V.O)/ Cliff                              | Série animée                                                                               |                                                 |
| 1998  | Toonsylvania                                                                      |                                                                                            | Série animée                                    |
| 1998  | It's Tough to be a Bug!                                                           | Dung Beetle Brothers                                                                       | Court métrage                                   |
| 1998  | Mad Jack the Pirate                                                               |                                                                                            | Série animée                                    |
| 1998  | Histeria!                                                                         | Bill Straitman                                                                             | Série animée                                    |
| 1998  | Kenny and the Chimp: Diseasy Does It! or Chimp -n- Pox                            | Kenny                                                                                      | TV                                              |
| 1998  | The Lionhearts                                                                    |                                                                                            | Série animée                                    |
| 1998  | Michat-Michien (1998-1999)                                                        | Cliff Dog                                                                                  | Série animée                                    |
| 1998  | Godzilla : La Série (1998-2000)                                                   | N.I.G.E.L.                                                                                 | Série animée                                    |
| 1999  | Spyro 2: Gateway to Glimmer                                                       | Spyro the Dragon Le professeur Voix supplémentaires                                        | Jeu vidéo                                       |
| 1999  | Johnny Bravo (1999-2004)                                                          | Carl Chryniszzswics Voix additionnelles                                                    | Série animée                                    |
| 1999  | The Secret Files of the SpyDogs                                                   | Captain Earwig Virgil                                                                      | Série animée                                    |
| 1999  | Hercule                                                                           | Phantasos                                                                                  | Série animée                                    |
| 1999  | Escape from Mars                                                                  | Launch control guy                                                                         | Téléfilm                                        |
| 1999  | Cléo et Chico                                                                     | Snail Boy Bully #2 Short Man Docteur Guy on Boat Ham #1                                    | Série animée                                    |
| 1999  | Les Griffin                                                                       | Death                                                                                      | Série animée                                    |
| 1999  | La Famille Delajungle                                                             |                                                                                            | Série animée                                    |
| 1999  | Fear of Flying                                                                    | Passenger next to IRS guy                                                                  | Film                                            |
| 1999  | Dexter's Laboratory Ego Trip                                                      | Curator Village Man Robot #2 Computer Homme                                                | TV                                              |
| 1999  | Bob l'éponge (1999-2013)                                                          | Bob l'éponge Gary Narrateur Bulle infernale Patchy le pirate Voix additionnelles           | Série animée                                    |
| 1999  | Futurama (1999-2013)                                                              | Abner Doubledeal Yancy Fry Jr. Voix additionnelles                                         | Série animée                                    |
| 1999  | Dilbert (1999-2000)                                                               | Asok Ratbert                                                                               | Série animée                                    |
| 1999  | Mission Hill (1999-2002)                                                          | Wally Langford                                                                             | Série animée                                    |
| 2000  | Thrillseekers: Putt n' Perish                                                     | Dog Kamikaze Bob Rhino                                                                     | TV                                              |
| 2000  | Spyro: Year of the Dragon                                                         | Spyro the Dragon The Professor Sergeant Byrd Voix supplémentaires                          | Jeu vidéo                                       |
| 2000  | The What a Cartoon Show                                                           | Rolo                                                                                       | Série animée                                    |
| 2000  | Lost Cat                                                                          | The Man                                                                                    | TV                                              |
| 2000  | The New Woody Woodpecker Show                                                     | Lash                                                                                       | Série animée                                    |
| 2000  | Roswell                                                                           | Barkeep                                                                                    | Série télévisée                                 |
| 2000  | Escape from Monkey Island                                                         | Deadeye Dave Thrawtle the Lucre Lawyer                                                     | Jeu vidéo                                       |
| 2001  | The Powerpuff Girls: Chemical X-traction                                          | Narrateur Maire                                                                            | Jeu vidéo                                       |
| 2001  | Mes parrains sont magiques (2001-2014)                                            | Cupid Voix additionnelles                                                                  | Série animée                                    |
| 2001  | Samouraï Jack                                                                     | Voix additionnelles                                                                        | Série animée                                    |
| 2001  | CatDog: The Great Parent Mystery                                                  | Dog Cliff                                                                                  | TV                                              |
| 2001  | Bob l'éponge : SuperSponge                                                        | Bob l'éponge Gary Narrateur                                                                | Jeu vidéo                                       |
| 2001  | Le Projet Zeta                                                                    | Bogg                                                                                       | Série animée                                    |
| 2001  | No P in the O.O.L.                                                                | Mr. Wink                                                                                   | TV                                              |
| 2001  | Time Squad, la patrouille du temps                                                | Eli Whitney Monty Zuma                                                                     | Série animée                                    |
| 2001  | Nicktoons Racing                                                                  | Dog Bob l'éponge                                                                           | Jeu vidéo                                       |
| 2001  | Docteur Dolittle 2                                                                | Tortue                                                                                     | Film                                            |
| 2001  | Final Fantasy X                                                                   | Rin Wantz Bobba                                                                            | Jeu vidéo                                       |
| 2001  | Bob l'éponge : Operation Krabby Patty                                             | Bob l'éponge Gary Narrateur                                                                | Jeu vidéo                                       |
| 2001  | That '70s Show                                                                    | Woofy the Dog                                                                              | Série télévisée                                 |
| 2001  | Powerpuff Girls: Mojo's Pet Project                                               | Narrateur Mayor                                                                            | Jeu vidéo                                       |
| 2001  | The Flintstones: On the Rocks                                                     | Bellboy Mammoth Vendor Bed Monkey Bowling Announcer                                        | TV                                              |
| 2001  | Star Wars: Rogue Squadron II - Rogue Leader                                       | Biggs Darklighter Rebel Wingman 3                                                          | Jeu vidéo                                       |
| 2001  | The Smashing Pumpkins: 1991-2000 Greatest Hits Video Collection                   | Le mari                                                                                    | Clip Tonight, Tonight des The Smashing Pumpkins |
| 2001  | Gotham Girls (2001-2002)                                                          | Cops Flic                                                                                  | Série animée                                    |
| 2001  | La Momie (2001-2003)                                                              | Jonathan Carnahan                                                                          | Série animée                                    |
| 2002  | The PowerPuff Girls: Relish Rampage                                               | Narrateur Mayor Snake Arturo Male Child 1 Male Child 3 Picklord Soldier 1 Picklord Citizen | Jeu vidéo                                       |
| 2002  | Ginger (2002-2009)                                                                | Buzz Harris                                                                                | Série animée                                    |
| 2002  | Nom de code : Kids Next Door (2002-2008)                                          | Natalie Numbuh / Lord Mission Chester Chad Knightbrace Mr. Wink Voix additionnelles        | Série animée                                    |
| 2002  | Billy et Mandy, aventuriers de l'au-delà (Grim & Evil) (2002-2007)                | Voix additionnelles                                                                        | Série animée                                    |
| 2002  | Jimmy Neutron (2002-2005)                                                         | Nanobot #2 Voix additionnelles                                                             | Série animée                                    |
| 2002  | Harvey Birdman, Attorney at Law (2002-2005)                                       | Boo Boo Top Cat Choo Choo                                                                  | Série animée                                    |
| 2002  | Spyro: Enter the Dragonfly                                                        | Spyro the Dragon Voix supplémentaires                                                      | Jeu vidéo                                       |
| 2002  | Quoi d'neuf Scooby-Doo ? (2002-2005)                                              | Voix additionnelles                                                                        | Série animée                                    |
| 2002  | Run Ronnie Run                                                                    | TV News Reporter Cult Leader Gleh'n                                                        | Film                                            |
| 2002  | Orange County                                                                     | Bob l'éponge Gary                                                                          | Film                                            |
| 2002  | Late Friday                                                                       | Blair Boyer                                                                                |                                                 |
| 2002  | Les Supers Nanas, le film                                                         | Mayor Narrateur Ka-Ching Ka-Ching                                                          | Film                                            |
| 2002  | God Hates Cartoons                                                                | Lonely Robot Duckling                                                                      | Vidéo                                           |
| 2002  | Dexter's Laboratory: Chicken Scratch                                              | Robot                                                                                      | Film                                            |
| 2002  | Whatever Happened to Robot Jones?                                                 | Cubic the Amazing Rube                                                                     | Série animée                                    |
| 2002  | Bob l'éponge : Employee of the Month                                              | Bob l'éponge                                                                               | Jeu vidéo                                       |
| 2002  | 3-South                                                                           | Personnages variés                                                                         | Série animée                                    |
| 2002  | Bob l'éponge : Revenge of the Flying Dutchman                                     | Bob l'éponge Gary                                                                          | Jeu vidéo                                       |
| 2002  | Huit nuits folles d'Adam Sandler                                                  | Sharper Image Chair                                                                        | Film                                            |
| 2003  | The Animated Adventures of Bob & Doug McKenzie                                    | ?                                                                                          | Série animée                                    |
| 2003  | Kim Possible (2003-2007)                                                          | Voix additionnelles                                                                        | Série animée                                    |
| 2003  | Xiaolin Showdown (2003-2006)                                                      | Raimundo Pedrosa Grand Master Dashi Hannibal Roy Bean                                      | Série animée                                    |
| 2003  | Duck Dodgers                                                                      | Voix additionnelles                                                                        | Série animée                                    |
| 2003  | Teen Titans : Les Jeunes Titans (2003-2005)                                       | Mumbo Any Card Fixit                                                                       | Série animée                                    |
| 2003  | Les Jumeaux Barjos (2003-2005)                                                    | Wayne Cramp Rodeo Rita                                                                     | Série animée                                    |
| 2003  | Scooby-Doo! And the Legend of the Vampire                                         | Harry Stormy Weathers Barry Lightning Strikes Lifeguard #2                                 | Vidéo                                           |
| 2003  | Saturday Night Live                                                               | Bob l'éponges                                                                              | Émission de divertissement                      |
| 2003  | Final Fantasy X-2                                                                 | Rin Wantz                                                                                  | Jeu vidéo                                       |
| 2003  | Dernier vol de l'Osiris                                                           | Operator                                                                                   | Court métrage                                   |
| 2003  | Jimmy Neutron's Nicktoon Blast                                                    | Bob l'éponge                                                                               | Court métrage                                   |
| 2003  | Animatrix                                                                         | Operator                                                                                   | Courts métrages                                 |
| 2003  | Evil Dead: A Fistful of Boomstick                                                 |                                                                                            | Jeu vidéo                                       |
| 2003  | Home Movies                                                                       | Docteur                                                                                    | Série animée                                    |
| 2003  | Beyond                                                                            | Townspeople Policemen Exterminators                                                        | Court métrage                                   |
| 2003  | Kaena, la prophétie                                                               | Zehos                                                                                      | Film d'animation                                |
| 2003  | My Life with Morrissey                                                            | Record Store Clerk                                                                         | Vidéo                                           |
| 2003  | The Fight for the Fox Box                                                         | Wayne Cramp                                                                                | Téléfilm                                        |
| 2003  | La Ligue des justiciers                                                           | Search Leader                                                                              | Série animée                                    |
| 2003  | Windy City Heat (en)                                                              | Styliste gay                                                                               | Téléfilm                                        |
| 2003  | Nickelodeon Toon Twister 3D                                                       | Bob l'éponge/Gary                                                                          | Jeu vidéo                                       |
| 2003  | Star Wars: Rogue Squadron III - Rebel Strike                                      | Biggs                                                                                      | Jeu vidéo                                       |
| 2003  | Looney Tunes: Reality Check                                                       | Emeril                                                                                     | Vidéo                                           |
| 2003  | Looney Tunes: Stranger Than Fiction                                               | Emeril                                                                                     | Vidéo                                           |
| 2003  | Bob l'éponge : Bataille pour Bikini Bottom                                        | Bob l'éponge Gary Narrateur                                                                | Jeu vidéo                                       |
| 2003  | Lilo et Stitch, la série                                                          | Policier                                                                                   | Série animée                                    |
| 2003  | Crank Yankers (2003-2004)                                                         | Larson Grier/Theo                                                                          | Série animée                                    |
| 2003  | Stripperella (2003-2004)                                                          | Kevin Calhoun Special Agent 14                                                             | Série animée                                    |
| 2004  | Dave the Barbarian                                                                | Shadow Official                                                                            | Série animée                                    |
| 2004  | Foster, la maison des amis imaginaires (2004-2009                                 | Eduardo Yogi Boo Boo                                                                       | Série animée                                    |
| 2004  | Batman (2004-2008)                                                                | Le Pingouin Oswald Cobblepot                                                               | Série animée                                    |
| 2004  | Mega Robot Super Singes Hyperforce Go !                                           | Gibson                                                                                     | Série animée                                    |
| 2004  | Comic Book: The Movie                                                             | Derek Sprang                                                                               | Vidéo                                           |
| 2004  | Drake et Josh                                                                     | Jouet ours qui chante                                                                      | Série animée                                    |
| 2004  | Scooby-Doo : le Livre des ténèbres                                                | Earl Milton Johnny Channayapatra                                                           | Jeu vidéo                                       |
| 2004  | Game Over                                                                         | Arthur Personnages variés                                                                  | Série animée                                    |
| 2004  | Samurai Jack: The Shadow of Aku                                                   | First Villager Brave Slave                                                                 | Jeu vidéo                                       |
| 2004  | Megas XLR                                                                         | Voix diverses                                                                              | Série animée                                    |
| 2004  | CreepTales                                                                        | The Snatcher                                                                               | Vidéo                                           |
| 2004  | The Paul Decca Story                                                              | Jerry Dexter                                                                               | Court métrage                                   |
| 2004  | Bouge ! avec : Bob l'éponge et ses amis                                           | Bob l'éponge                                                                               | Jeu vidéo                                       |
| 2004  | Famille à louer                                                                   | Homme qui emballe les cadeaux                                                              | Film                                            |
| 2004  | Vil Con Carne                                                                     | Huckleberry Hound Snagglepuss                                                              | Série animée                                    |
| 2004  | Bob l'éponge, le film                                                             | Bob l'éponge Le narrateur Gary                                                             | Film d'animation                                |
| 2004  | Bob l'éponge, le film                                                             | Bob l'éponge Le narrateur Gary                                                             | Jeu vidéo                                       |
| 2004  | Yu-Gi-Oh! GX                                                                      | Voix additionnelles                                                                        | Série animée                                    |
| 2004  | Brandy et M. Moustache (2004-2006)                                                | Ed Voix additionnelles                                                                     | Série animée                                    |
| 2005  | Bob l'éponge et ses amis : Un pour tous, tous pour un !                           | Bob l'éponge                                                                               | Jeu vidéo                                       |
| 2005  | Mon copain de classe est un singe (2005-2008)                                     | Jake le Macaque Voix additionnelles                                                        | Série animée                                    |
| 2005  | Camp Lazlo (2005-2008)                                                            | La Limace Voix additionnelles                                                              | Série animée                                    |
| 2005  | Lil' Pimp                                                                         | Hans Dribbler Announcer Billy Clancey                                                      | Film d'animation                                |
| 2005  | Aloha, Scooby-Doo!                                                                | Ruben Laluna California Surfer Tiny Tiki                                                   | Vidéo                                           |
| 2005  | Tom et Jerry : Destination Mars                                                   | Grob / Jardinier #1 / Garde martien #2                                                     | Vidéo                                           |
| 2005  | Le Monde de Maggie                                                                | Various                                                                                    | Série animée                                    |
| 2005  | L'École fantastique                                                               | Mr. Timmerman                                                                              | Film                                            |
| 2005  | Tickle U                                                                          | Henderson                                                                                  | Série télévisée                                 |
| 2005  | A.T.O.M.: Alpha Teens on Machines                                                 | Mr. Lee Spydah                                                                             | Série animée                                    |
| 2005  | Brave: The Search for Spirit Dancer                                               | Arnaluk                                                                                    | Jeu vidéo                                       |
| 2005  | Peter Cottontail et la chasse aux œufs                                            | Peter Cottontail Junior Antoine                                                            | Vidéo                                           |
| 2005  | Les Loonatics                                                                     | Gunnar le conquérant                                                                       | Série animée                                    |
| 2005  | Weekends at the DL                                                                | Gitmo le rat                                                                               | talk-show                                       |
| 2005  | Sunday Pants                                                                      | Periwinkle                                                                                 | Série animée                                    |
| 2005  | IGPX: Immortal Grand Prix                                                         | Benjamin Bright                                                                            | Série animée                                    |
| 2005  | Tom and Jerry: The Fast and the Furry                                             | Gorthan Whale                                                                              | Vidéo                                           |
| 2005  | Stuart Little 3                                                                   | Animaux de la forêt                                                                        | Vidéo                                           |
| 2005  | Teen Titans                                                                       | Mumbo                                                                                      | Jeu vidéo                                       |
| 2005  | Batman contre Dracula                                                             | Le Pingouin                                                                                | Vidéo                                           |
| 2005  | Legend of Frosty the Snowman                                                      | Mr. Tinkerton                                                                              | Vidéo                                           |
| 2005  | Bob l'éponge : Silence on tourne !                                                | Bob l'éponge                                                                               | Jeu vidéo                                       |
| 2005  | Drawn Together                                                                    | Teachter                                                                                   | Série animée                                    |
| 2005  | La véritable histoire du petit chaperon rouge                                     | Tommy                                                                                      | Film d'animation                                |
| 2005  | The Boondocks (2005-2014)                                                         | Store Announcer Docteur Bench Kardashian                                                   | Série animée                                    |
| 2005  | The X's (2005-2006)                                                               | Wally                                                                                      | Série animée                                    |
| 2006  | Plastic Man in 'Puddle Trouble'                                                   | Plastic Man Eel O'Brian                                                                    | Court-métrage TV                                |
| 2006  | Manny et ses outils (2006-2012)                                                   | Leonard Francis Lopart Pat                                                                 | Série animée                                    |
| 2006  | Un écureuil chez moi (2006-2007)                                                  | Leon                                                                                       | Série animée                                    |
| 2006  | Classe 3000 (2006-2007)                                                           | Edward Phillip James Lawrence III Ms. Squatenchowder Freddie                               | Série animée                                    |
| 2006  | The Fairly OddParents in Fairy Idol                                               | Cupid                                                                                      | Vidéo                                           |
| 2006  | Korgoth of Barbaria                                                               | Hargon Henchman #3                                                                         | Télévision                                      |
| 2006  | Tom Goes to the Mayor                                                             | Saxman                                                                                     | Série animée                                    |
| 2006  | A Monkey's Tale                                                                   | Tag-a-long                                                                                 | Court-métrage                                   |
| 2006  | Lucas, fourmi malgré lui                                                          | Fourmi drone Fourmi #2 et #6                                                               | Film d'animation                                |
| 2006  | Codename: Kids Next Door - Operation Z.E.R.O.                                     | Knightbrace Chester Mr. Wink                                                               | Télévision                                      |
| 2006  | Shorty McShorts' Shorts                                                           | Ron Shepard Fred Mailmin Père                                                              | Série animée                                    |
| 2006  | Bob l'éponge : La Créature du crabe croustillant                                  | Bob l'éponge Gary Narrateur                                                                | Jeu vidéo                                       |
| 2006  | Amer béton                                                                        | Sawada                                                                                     | Anime                                           |
| 2006  | Xiaolin Showdown                                                                  | Raimundo                                                                                   | Jeu vidéo                                       |
| 2006  | Re-Animated                                                                       | Tux Appleday Board Member                                                                  | Télévision                                      |
| 2006  | Cendrillon et le Prince (pas trop) charmant                                       | Amigo 3 Dwarf 3 Messenger                                                                  | Film d'animation                                |
| 2006  | The Late Late Show with Craig Ferguson                                            | Bob l'éponge                                                                               | Émission de télévision                          |
| 2006  | Quid Pro Quo                                                                      | Annonceur TV                                                                               | Court-métrage                                   |
| 2006  | Cartoon Network Racing                                                            | Carl                                                                                       | Jeu vidéo                                       |
| 2006  | All-Star American Destiny Trek                                                    | Cockney Jesus Kendyl                                                                       | Télévision                                      |
| 2007  | Random! Cartoons                                                                  | Bradwurst Jerry                                                                            | Série animée                                    |
| 2007  | Transformers: Animated (2007-2009)                                                | Isaac Sumdac Starscream Scrapper                                                           | Série animée                                    |
| 2007  | WordGirl (2007-2014)                                                              | Dr Two Brains Voix additionnelles                                                          | Série animée                                    |
| 2007  | Jimmy délire (2007-2008)                                                          | Tux Voix additionnelles                                                                    | Série animée                                    |
| 2007  | Camp Lazlo: Where's Lazlo?                                                        | Lumpus Slinkman Beaver                                                                     | Télévision                                      |
| 2007  | Monster Safari                                                                    | Yeti                                                                                       | Court-métrage                                   |
| 2007  | Bienvenue chez les Robinson                                                       | M. Willerstein                                                                             | Film d'animation                                |
| 2007  | Tim and Eric Awesome Show, Great Job!                                             | Pat Dudley                                                                                 | Émission                                        |
| 2007  | Nicktoons: Attack of the Toybots                                                  | Bob l'éponge                                                                               | Jeu vidéo                                       |
| 2007  | Superman/Doomsday                                                                 | Le Robot                                                                                   | Vidéo                                           |
| 2007  | Elf Bowling the Movie: The Great North Pole Elf Strike                            | Dingle Kringle                                                                             | Film                                            |
| 2007  | Crash of the Titans                                                               |                                                                                            | Jeu vidéo                                       |
| 2007  | La Grande Aventure de Bender                                                      | Yancy Fry Jr.                                                                              | Vidéo                                           |
| 2008  | Bob l'éponge : Bulle en Atlantide                                                 | Bob l'éponge                                                                               | Jeu vidéo                                       |
| 2008  | Star Wars: The Clone Wars (2008-2010)                                             | Nute Gunray Nahdar Vebb Voix additionnelles                                                | Série animée                                    |
| 2008  | Batman : L'Alliance des héros (2008-2011)                                         | Plastic Man Baby Face Voix additionnelles                                                  | Série animée                                    |
| 2008  | Chowder (2008-2010)                                                               | Voix additionnelles                                                                        | Série animée                                    |
| 2008  | La Ferme en folie                                                                 | Eagle Fargleman Burly Guy                                                                  | Série animée                                    |
| 2008  | Unstable Fables: 3 Pigs & a Baby                                                  | Dr Wolfowitz Musical Comedy Wolf                                                           | Film d'animation                                |
| 2008  | Doraemon: Nobita to midori no kyojinden                                           | Doraemon                                                                                   | Anime                                           |
| 2008  | Kids' Choice Awards                                                               | Annonceur                                                                                  | Cérémonie TV                                    |
| 2008  | Goldthwait Home Movies                                                            | Hoyt Wojtyla                                                                               | Court-métrage                                   |
| 2008  | Les Chimpanzés de l'espace                                                        | Newsreel                                                                                   | Film d'animation                                |
| 2008  | Lego Batman, le jeu vidéo                                                         | Le Pingouin                                                                                | Jeu vidéo                                       |
| 2008  | Crash : Génération Mutant                                                         | Voix additionnelles                                                                        | Jeu vidéo                                       |
| 2008  | Bob l'éponge et ses amis : L'Ultime Alliance                                      | Bob l'éponge Gary                                                                          | Jeu vidéo                                       |
| 2008  | Immigrants (L.A. Dolce Vita)                                                      |                                                                                            | Film d'animation                                |
| 2008  | Foster's Home for Imaginary Friends: Destination Imagination                      | Eduardo Billy Bob Norton                                                                   | Télévision                                      |
| 2008  | The Powerpuff Girls Rule!!!                                                       | Le narrateur Le Maire                                                                      | Télévision                                      |
| 2008  | Tomboy                                                                            | Le père                                                                                    | Court-métrage                                   |
| 2009  | Cosmic Quantum Ray                                                                | Quantum Ray Kronecker Professor Evil Brainhead                                             | Série animée                                    |
| 2009  | The Super Hero Squad Show (2009-2011)                                             | Iron Man Captain America Colossus Le Fléau MODOK                                           | Série animée                                    |
| 2009  | Phinéas et Ferb (2009-2010)                                                       | Voix additionnelles                                                                        | Série animée                                    |
| 2009  | FusionFall                                                                        | Eduardo Le Maire Ice King                                                                  | Jeu vidéo                                       |
| 2009  | SpongeBob SquarePants: Spongicus                                                  |                                                                                            | Vidéo                                           |
| 2009  | World's Greatest Dad                                                              | Jerry Klein                                                                                | Film                                            |
| 2009  | Transformers 2 : La Revanche                                                      | Wheelie Skids                                                                              | Film                                            |
| 2009  | Avery Matthews                                                                    | Chance Jon                                                                                 | Télévision                                      |
| 2009  | The Haunted World of El Superbeasto                                               | Otto Rover                                                                                 | Dessin animé                                    |
| 2009  | Marvel Super Hero Squad                                                           | Iron Man M.O.D.O.K. Captain America                                                        | Jeu vidéo                                       |
| 2009  | SpongeBob's Truth or Square                                                       | Bob l'éponge Gary                                                                          | Jeu vidéo                                       |
| 2009  | Sit Down Shut Up                                                                  | Happy                                                                                      | Série animée                                    |
| 2009  | American Dad!                                                                     | Jo-Jo                                                                                      | Série animée                                    |
| 2010  | Kung-Fu Magoo aux jeux diablolympiques                                            | Dr Malicio                                                                                 | Film d'animation                                |
| 2010  | Sym-Bionic Titan (2010-2011)                                                      | Brick Jackson Jerk Kid                                                                     | Série animée                                    |
| 2010  | Adventure Time (2010-2015)                                                        | Ice King Gunter Starchie /                                                                 | Série animée                                    |
| 2010  | Scooby-Doo : Mystères associés (2010-2011)                                        | Voix additionnelles                                                                        | Série animée                                    |
| 2010  | True Jackson                                                                      | Bingo                                                                                      | Série animée                                    |
| 2010  | Les Chimpanzés de l'espace 2                                                      | Ham Journaliste #1                                                                         | Film d'animation                                |
| 2010  | Marvel Super Heroes 4D                                                            | Spider-Man Peter Parker                                                                    | Court-métrage                                   |
| 2010  | The Krill Is Gone                                                                 |                                                                                            | Court-métrage                                   |
| 2010  | Batman : L'Alliance des héros                                                     | Plastic Man                                                                                | Jeu vidéo                                       |
| 2010  | Quantum Quest: A Cassini Space Odyssey                                            | Ignorance                                                                                  | Film d'animation                                |
| 2010  | I Confess                                                                         | Père Tom                                                                                   | Télévision                                      |
| 2010  | Marvel Super Hero Squad: The Infinity Gauntlet                                    | Iron Man Captain America M.O.D.O.K.                                                        | Jeu vidéo                                       |
| 2011  | Mini Adventures of Winnie the Pooh                                                | Rabbit                                                                                     | Série animée                                    |
| 2011  | Generator Rex (2011-2013)                                                         | Fitzy Feakins                                                                              | Série animée                                    |
| 2011  | Green Lantern (2011-2013)                                                         | Zilius Zox The Anti-Monitor Salaak                                                         | Série animée                                    |
| 2011  | Pound Pupies (2011-2013)                                                          | Voix additionnelles                                                                        | Série animée                                    |
| 2011  | Dan Vs. (2011-2012)                                                               | Crunchy Voix additionnelles                                                                | Série animée                                    |
| 2011  | Le Chihuahua de Beverly Hills 2                                                   | Sebastian                                                                                  | Vidéo                                           |
| 2011  | Big Time Rush                                                                     | Patchy le pirate                                                                           | Série animée                                    |
| 2011  | Spongebob Squigglepants                                                           | Patchy                                                                                     | Série animée                                    |
| 2011  | Lego Star Wars 3: The Clone Wars                                                  | Nute Gunray Nahdar Vebb                                                                    | Jeu vidéo                                       |
| 2011  | Frog in a Suit                                                                    | Harvey Croak                                                                               | Série animée                                    |
| 2011  | Winnie l'ourson                                                                   | Coco Lapin                                                                                 | Film d'animation                                |
| 2011  | Trees                                                                             |                                                                                            | Court-métrage                                   |
| 2011  | Marvel Super Hero Squad Online                                                    | Iron Man                                                                                   | Jeu vidéo                                       |
| 2011  | Transformers 3 : La Face cachée de la Lune                                        | Wheelie                                                                                    | Film                                            |
| 2011  | God Bless America                                                                 | Membre de l'office                                                                         | Film                                            |
| 2011  | Nicktoons MLB                                                                     | Bob l'éponge                                                                               | Jeu vidéo                                       |
| 2011  | LEGO Hero Factory: Savage Planet                                                  | Daniel Rocka                                                                               | Film                                            |
| 2011  | Twinkle Toes                                                                      | Benjamin                                                                                   | Vidéo                                           |
| 2011  | Marvel Super Hero Squad: Comic Combat                                             | Iron Man Captain America MODOK                                                             | Jeu vidéo                                       |
| 2011  | The Cleveland Show                                                                | Dr Fist                                                                                    | Série animée                                    |
| 2011  | Johnny Bravo Goes to Bollywood                                                    |                                                                                            | Télévision                                      |
| 2011  | The Voyages of Young Doctor Dolittle                                              | Chomps                                                                                     | Série                                           |
| 2012  | Rick and Morty                                                                    |                                                                                            | Série télévisée                                 |
| 2012  | Ultimate Spider-Man (2012-2014)                                                   | Docteur Octopus Le Sorcier Le Lézard                                                       | Série animée                                    |
| 2012  | Plastic Man (2012-2013)                                                           | Plastic Man Eel O'Brien                                                                    | Série animée                                    |
| 2012  | Brickleberry (2012-2014)                                                          | Woody Johnson                                                                              | Série animée                                    |
| 2012  | The High Fructose Adventures of Annoying Orange (2012-2013)                       | Voix additionnelles                                                                        | Série animée                                    |
| 2012  | Back to the Sea                                                                   | Ben                                                                                        | Film d'animation                                |
| 2012  | Secret Mountain Fort Awesome                                                      | Troll King Remo                                                                            | Série animée                                    |
| 2012  | Napoleon Dynamite                                                                 | Curtis                                                                                     | Série animée                                    |
| 2012  | Agent Special OSO                                                                 | Pat                                                                                        | Série télévisée                                 |
| 2012  | Mad                                                                               | Tom LaPille Gamorrean Guard Rob Killmurder                                                 | Série animée                                    |
| 2012  | La Légende de Korra                                                               | Referee Voix additionnelles                                                                | Série animée                                    |
| 2012  | Chilly                                                                            | Chilly                                                                                     | Court-métrage                                   |
| 2012  | Delhi Safari                                                                      | Alex le perroquet                                                                          | Film d'animation                                |
| 2012  | The Namazu                                                                        | The Namazu                                                                                 | Court-métrage                                   |
| 2012  | Le Chihuahua de Beverly Hills 3                                                   | Sebastian                                                                                  | Vidéo                                           |
| 2012  | Hôtel Transylvanie                                                                | Voix additionnelles                                                                        | Film d'animation                                |
| 2012  | Frankenweenie                                                                     | Habitant de New Holland                                                                    | Film d'animation                                |
| 2012  | Angry Birds Star Wars Cinematic Trailer                                           |                                                                                            | Court-métrage                                   |
| 2012  | Adventure Time: Hey Ice King! Why'd You Steal Our Garbage?!!                      | Ice King                                                                                   | Jeu vidéo                                       |
| 2012  | New Teen Titans                                                                   | Mumbo Jason Todd                                                                           | Série animée                                    |
| 2012  | Hero Factory (2012-2013)                                                          | Rocka Daniel Rocka Nathan Evo                                                              | Série animée                                    |
| 2012  | Happy Endings (2012-2013)                                                         | Tyler le perroquet                                                                         | Série télévisée                                 |
| 2013  | Greenboy: Prescription for Death                                                  | Capitaine Richie                                                                           | Télévision                                      |
| 2013  | Henry Hugglemonster                                                               | Daddo Grando                                                                               | Série animée                                    |
| 2013  | Marvel Heroes                                                                     | Docteur Octopus Morph                                                                      | Jeu vidéo                                       |
| 2013  | Legends of Oz: Dorothy's Return                                                   | Munchkin Suitor                                                                            | Film                                            |
| 2013  | Bee and Puppycat                                                                  | Temp Agent                                                                                 | Télévision                                      |
| 2013  | Powerpuff Girls Dance Pants R-EVIL-ution                                          | Le narrateur Le Maire                                                                      | Télévision                                      |
| 2013  | Wander (2013-2014)                                                                | Commandant Peepers Voix additionnelles                                                     | Série animée                                    |
| 2013  | Metal Men (2013-2014)                                                             | Gold Lead Dr Von Vroon                                                                     | Série animée                                    |
| 2013  | Skylanders: Swap Force                                                            | Stink Bomb                                                                                 | Jeu vidéo                                       |
| 2013  | L'Heure de la peur                                                                | Oncle Howee                                                                                | Série télévisée                                 |
| 2013  | Hulk et les Agents du S.M.A.S.H. (2013-2014)                                      | Doc Ock Impossible Man                                                                     | Série animée                                    |
| 2013  | Oncle Grandpa (2013-2014)                                                         | Tiny Miracle Dennis Voix additionnelles                                                    | Série animée                                    |
| 2014  | The Powerpuff Girls: Dance Pantsed                                                | Le narrateur Le Maire                                                                      | Télévision                                      |
| 2014  | Rick and Morty                                                                    | Mr. Jellybean Bad Cop                                                                      | Série animée                                    |
| 2014  | Good Morning Today                                                                | David Peck                                                                                 | Série télévisée                                 |
| 2014  | Mixels                                                                            | Flain Seismo Teslo Tungster Berp Booger                                                    | Série animée                                    |
| 2014  | Achmed Saves America                                                              | Wayne                                                                                      | Vidéo                                           |
| 2014  | Rick and Morty                                                                    | Jon Arbuckle Voix diverses                                                                 | Série animée                                    |
| 2014  | TripTank                                                                          | Alien #2 Homme Poulet Poulet suicidaire                                                    | Série animée                                    |
| 2014  | The Tom and Jerry Show                                                            | le Détective Tom 4 / Tom 5 / Tom 8                                                         | Série animée                                    |
| 2014  | Teen Titans Go!                                                                   | Mumbo Jumbo Magic God                                                                      | Série animée                                    |
| 2014  | Maron                                                                             | Le Cochon (voix)                                                                           | Série télévisée                                 |
| 2014  | Clarence                                                                          | Sumo Voix supplémentaires                                                                  | Série animée                                    |
| 2014  | Disney Infinity: Marvel Super Heroes                                              | Docteur Octopus                                                                            | Jeu vidéo                                       |
| 2014  | Skylanders: Trap Team                                                             | Stink Bomb Shield Shredder Arbo                                                            | Jeu vidéo                                       |
| 2014  | Lego DC Comics: Batman Be-Leaguered                                               | Pingouin                                                                                   | Téléfilm                                        |
| 2014  | Ben 10: Omniverse                                                                 | Bezel                                                                                      | Série animée                                    |
| 2014  | How Murray Saved Christmas                                                        | Plusieurs personnages                                                                      | Téléfilm                                        |
| 2015  | Bob l'éponge, Le film : Un héros sort de l'eau                                    | Bob l'éponge Gary                                                                          | Film d'animation                                |
| 2015  | Niko and the Sword of Light                                                       | Mandok                                                                                     | Film d'animation                                |
| 2015  | Creepy Text Theatre Animated                                                      | Walter Bob                                                                                 | Série animée                                    |
| 2015  | Lego DC Comics Super Heroes : La Ligue des Justiciers contre la Ligue des Bizarro | Le Pingouin Plastic Man                                                                    | Jeu vidéo                                       |
| 2015  | Lalaloopsy                                                                        | Wacky Hatter                                                                               | Série animée                                    |
| 2015  | Miles from Tomorrowland                                                           | Leo Callisto                                                                               | Série animée                                    |
| 2017  | Transformers: The Last Knight                                                     | Wheelie                                                                                    | Film                                            |
| 2017  | Battle of the Sexes                                                               | Bob Sanders                                                                                | Film                                            |
| 2018  | Bumblebee                                                                         | Wheelie                                                                                    | Film                                            |
| 2018  | La Bande à Picsou                                                                 | Popop                                                                                      | Série animée                                    |
| 2024  | Woody Woodpecker : Alerte en colo                                                 | Wally Walrus (voix)                                                                        | Film d'animation                                |
| 2024  | Batman, le justicier masqué                                                       | Firebug Patrick « Eel » O'Brian / Plastic Man                                              | Série animée                                    |